# 23258 Цуйхарк
23258 Цуйхарк (23258 Tsuihark) — астероїд головного поясу, відкритий 29 грудня 2000 року.
Тіссеранів параметр щодо Юпітера — 3,551.
Названо на честь Цуй Харк (англ. Tsui Hark / кит.: 徐文光, нар.1950) — гонконзького кінорежисера, сценариста, актора та кінопродюсера.